# Neverwinter Nights: Shadows of Undrentide
 (juin 2019).
Si vous disposez d'ouvrages ou d'articles de référence ou si vous connaissez des sites web de qualité traitant du thème abordé ici, merci de compléter l'article en donnant les références utiles à sa vérifiabilité et en les liant à la section « Notes et références ».
Neverwinter Nights: Shadows of Undrentide est la première extension du jeu Neverwinter Nights. Elle a été développée par BioWare et éditée par Atari Inc.. Le jeu est sorti en juin 2003.
Neverwinter Nights: Shadows of Undrentide est un jeu vidéo de rôle qui emprunte les règles de Donjons et Dragons 3e édition (avec quelques modifications mineures). Cette extension ajoute de nouveaux dispositifs au jeu de base, ainsi qu'un nouveau scénario complet. On peut citer dans les ajouts:
- Cinq classes de prestige additionnelles - Archer-mage, Assassin, Chevalier Noir, Éclaireur Ménestrel et Maître des Ombres : une classe de prestige n'est accessible que si le personnage remplit des conditions spécifiques (par exemple, la classe d'Assassin nécessite, entre autres, un alignement Mauvais).
- 16 nouvelles créatures
- 31 nouveaux objets
- 50 nouveaux sorts (magie des arcanes et magie divine)
- Possibilité d'écriture de script pour ceux qui utilisent l'Aurora Toolset

Le joueur commence la partie avec un nouveau personnage, car ce scénario n'est pas la suite de celui du jeu de base Neverwinter Nights. L'histoire commencée dans cette extension continue dans la seconde extension, Hordes of the Underdark.